# Diócesis de Pala
La diócesis de Pala (en latín: Dioecesis Palaënsis y en francés: Diocèse de Pala) es una circunscripción eclesiástica de la Iglesia católica en Chad. Se trata de una diócesis latina, sufragánea de la arquidiócesis de Yamena. Desde el 3 de julio de 2021 su obispo es Dominique Tinoudji.

## Territorio y organización
La diócesis tiene 30 105 km² y extiende su jurisdicción sobre los fieles católicos de rito latino residentes en las regiones de Mayo-Kebbi Este y Mayo-Kebbi Oeste.
La sede de la diócesis se encuentra en la ciudad de Pala, en donde se halla la Catedral de San Pedro y San Pablo. 
En 2021 en la diócesis existían 29 parroquias.

## Historia
La prefectura apostólica de Pala fue erigida el 19 de diciembre de 1956 con la bula Qui Christo iubente del papa Pío XII, obteniendo el territorio de la diócesis de Garua (hoy arquidiócesis de Garua).
El 16 de enero de 1964, como consecuencia de la bula Christi fidelium animis del papa Pablo VI, la prefectura apostólica fue elevada a diócesis.

## Estadísticas
Según el Anuario Pontificio 2022 la diócesis tenía a fines de 2021 un total de 59 000 fieles bautizados.
| Año                                                                             | Población            | Población | Población      | Sacerdotes | Sacerdotes    | Sacerdotes    | Bautizados por sacerdote | Diáconos permanentes | Religiosos | Religiosos | Parroquias |
| Año                                                                             | Bautizados católicos | Total     | % de católicos | Total      | Clero secular | Clero regular | Bautizados por sacerdote | Diáconos permanentes | Varones    | Mujeres    | Parroquias |
| ------------------------------------------------------------------------------- | -------------------- | --------- | -------------- | ---------- | ------------- | ------------- | ------------------------ | -------------------- | ---------- | ---------- | ---------- |
| 1970                                                                            | 8445                 | 500 000   | 1.7            | 34         | 5             | 29            | 248                      |                      | 33         | 25         |            |
| 1980                                                                            | 15 145               | 530 000   | 2.9            | 29         | 7             | 22            | 522                      |                      | 27         | 49         | 24         |
| 1990                                                                            | 16 510               | 606 000   | 2.7            | 38         | 12            | 26            | 434                      |                      | 34         | 51         | 27         |
| 1999                                                                            | 26 263               | 910 000   | 2.9            | 36         | 15            | 21            | 729                      |                      | 27         | 60         | 27         |
| 2000                                                                            | 26 573               | 950 000   | 2.8            | 40         | 18            | 22            | 664                      |                      | 24         | 60         | 28         |
| 2001                                                                            | 28 382               | 970 000   | 2.9            | 43         | 20            | 23            | 660                      |                      | 28         | 64         | 31         |
| 2002                                                                            | 30 078               | 995 000   | 3.0            | 40         | 17            | 23            | 751                      |                      | 29         | 74         | 31         |
| 2003                                                                            | 32 587               | 1 025 000 | 3.2            | 40         | 18            | 22            | 814                      |                      | 31         | 63         | 31         |
| 2004                                                                            | 35 246               | 1 025 000 | 3.4            | 39         | 19            | 20            | 903                      |                      | 30         | 60         | 31         |
| 2013                                                                            | 45 487               | 1 247 000 | 3.6            | 47         | 25            | 22            | 967                      |                      | 29         | 64         | 30         |
| 2016                                                                            | 50 369               | 1 592 730 | 3.2            | 45         | 27            | 18            | 1119                     |                      | 25         | 58         | 30         |
| 2019                                                                            | 57 995               | 1 731 887 | 3.3            | 52         | 35            | 17            | 1115                     |                      | 22         | 52         | 29         |
| 2021                                                                            | 59 000               | 1 855 240 | 3.2            | 55         | 37            | 18            | 1072                     |                      | 23         | 54         | 29         |
| Fuente: Catholic-Hierarchy, que a su vez toma los datos del Anuario Pontificio. |                      |           |                |            |               |               |                          |                      |            |            |            |

## Episcopologio
- Honoré Jouneaux, O.M.I. † (1957-1964 renunció)
- Georges-Hilaire Dupont, O.M.I. † (16 de enero de 1964-28 de junio de 1975 renunció)
- Jean-Claude Bouchard, O.M.I. (26 de febrero de 1977-25 de septiembre de 2020 retirado)
- Dominique Tinoudji, desde el 3 de julio de 2021